# 桑庄镇
桑庄镇，是中华人民共和国河南省南阳市邓州市下辖的一个乡镇级行政单位。

## 行政区划
桑庄镇下辖以下地区：
桑庄社区、高店村、周庄村、格东湖村、湖堰村、田营村、双跃村、东鲁营村、西鲁营村、官路营村、西桥村、赵湾村、尹集村、尹营村、陈堂村、孔庄村、大李岗村、仝寨村和新华村。